# Tendring (dystrykt)
Tendring – dystrykt w hrabstwie Essex w Anglii.

## Miasta
- Brightlingsea
- Clacton-on-Sea
- Dovercourt
- Frinton-on-Sea
- Harwich
- Jaywick
- Manningtree
- Walton-on-the-Naze

## Inne miejscowości
Alresford, Ardleigh, Bradfield, Elmstead Market, Frating, Great Bentley, Great Bromley, Great Oakley, Kirby Cross, Kirby-le-Soken, Lawford, Little Bentley, Little Bromley, Little Clacton, Little Oakley, Mistley, Parkeston, St Osyth, St Osyth Heath, Thorpe-le-Soken, Thorrington, Weeley, Wix, Wrabness.